# Clara Grace
Pour les articles homonymes, voir Grace.
Clara Grace, née Simmons en 1865 à Redbourn, Hertfordshire, et probablement morte en 1948, est une coureuse cycliste britannique professionnelle.

## Biographie
Clara Simmons est née à Redbourn, dans le Hertfordshire. Clara Simmons est la deuxième des huit enfants (deux fils et six filles) d'Emma Simmons et du cocher George Simmons.
Grace et sa sœur aînée Katherine travaillent comme vannière lorsqu'elles sont adolescentes. Elle commence à faire du vélo après son mariage et se lance dans cette activité de manière sérieuse après la naissance de son quatrième enfant en 1891. Elle rejoint le Wood Green Cycling Club et participe à deux courses féminines d'un demi-mille en 1894. Elle commence à faire des tournées avec un club de femmes cyclistes en 1895 ; À l'époque, son mari participe également à des compétitions. Ses camarades de club désapprouvent ses courses et elle démissionne du club : « Je suis devenue la cible de beaucoup de railleries et de commentaires désagréables, et je l'ai ressenti durement à l'époque. ».
Clara Grace devient professionnelle et participe à des compétitions internationale fin 1895, remportant des épreuves à Londres et à Paris,. Des courses entre coureuses britanniques et françaises ont lieu au Royal Aquarium à Londres, pendant 29 jours au total, en novembre et décembre 1895. Grace remporte des courses scratch de 15, 20 et 50 milles. Elle est sacrée championne d'Angleterre lors d'une de ces épreuves. Elle termine deuxième au classement général d'une course de six jours qui s'est déroulée au même endroit en décembre. Le même mois, elle remporte une course de cinq jours au Bingley Hall (en) de Birmingham et y remporte également les courses scratch de 15, 25 et 100 milles.
Elle gagne une course internationale de six jours au Royal Aquarium en janvier 1896 et participe à d'autres courses à Londres et à Paris. En mars-avril 1896, elle court au Royal Agricultural Hall (en) à Londres-Islington et participe au match France-Angleterre (Hélène Dutrieu-Gabrielle Eteogella vs. Clara Grace-Monica Harwood),.
En mai 1896, elle perd face à l'une de ses plus fortes concurrentes, Lisette Marton, une course, très médiatisée, de 100 kilomètres au Vélodrome d'Hiver de Paris.
En juillet 1896, elle poursuit les organisateurs de ces courses pour le coût des « services rendus », honoraires vraisemblablement impayés ; le tribunal lui accorde 75 £ plus les dépens, avant de reconquérir brièvement les records d'endurance féminins britanniques sur 91 et 100 milles à la fin de l'année.
Grace établi des records féminins en course d'endurance sur route en 1895 et 1896, notamment en parcourant 50 miles (80,4672 kilometers) en 2 heures 41 minutes 49, de Londres à Coventry ( 92 miles (148,059648 kilometers)) en 6 h 03 min 17, et de Londres à Brighton ( 104 miles (167,371776 kilometers) ) en 7 h 40 min 35 battant le record Brighton-Londres de Teresa Reynolds de 1893 de plus d'une heure.
Elle fait la promotion du liniment St. Jacobs et de massage  avec  la chaîne Matto. pour le soulagement de la douleur,,.
Les dernières courses majeures de Clara Grace ont lieu lors d'un tournoi international en février/mars 1897 à l'Olympia à West Kensington, y compris une course de dix milles dans laquelle elle termine deuxième. Elle participe probablement à une course où les coureurs concouraient en costumes fantaisie ; une source a rapporté qu'elle était habillée en personnage d'un conte de fées de Cornouailles, Jack le tueur de géants. Au cours des deux premiers mois de 1899, elle participe à des courses sur vélos stationnaires au Royal Aquarium. Elle se retire de la compétition en 1899.

## Vie privée
En 1885, Clara épouse William Grace à St Albans. Ils déménagé à Commerce Road, Wood Green, au nord de Londres, où le mari travaille comme coiffeur. En 1887, Clara donne naissance à sa première fille, et un an plus tard à un fils ; Deux autres filles suivent en 1890 et 1891. Après leurs carrières sportives, ils vivent à Wood Green et elle travaille comme caissière en 1911. William Grace décéde en 1914 ; Clara Grace a vécu jusque dans les années 1940.

## Iconographie
Elle apparait dans la collection de photographies sportives de Jules Beau (Tomes 2, 1896).